# Анжелка Мартич
Анжелка Мартич (1 травня 1924, Загреб — 11 листопада 2020) — хорватська письменниця та перекладачка літератури.

## Біографія
Анжелка Мартич народилася в Загребі, другою із трьох у родині дітей. Її батько помер молодим у 1933 році, а хвороблива мати намагалася звести кінці з кінцями. Дівчинка проводила весь час із бабусею та дідусем у сільській місцевості. Ці візити стали одним з її головних літературних мотивів. На межі Другої світової війни Анжелка закінчила середню школу. Після того, як її брат, активіст опору, був викритий і захоплений у 1941 році хорватською маріонетковою міліцією і страчений у лютому 1942 року в концтаборі Ясеновац, вона приєдналася до партизанів і служила військовим кореспондентом. У кінці війни брала участь у звільненні Белграда.

## Творчість
Анжелка Мартич писала вірші, дитячі книги та тексти до книжок з картинками. Вона найвідоміша завдяки військовій прозі для дітей, особливо завдяки роману «Пірго» про дружбу хлопчика та сироти-косулі у вихорі Другої світової війни. Її перші вірші були опубліковані в журналі Kulturni prilozi. Після війни вона працювала журналістом в редакціях газет VJESNIK і Omladinski Borac і дитячого журналу Піонер.. Була головним редактором дитячого журналу «Радість» та головним редактором видавництва «Наша дітка». Вона — член Хорватської асоціації письменників з 1954 р.
Кілька її творів — це автобіографічні книги та фантастична проза в найкращих традиціях хорватської письменниці Івани Брліч-Мажураніч.
Її твори перекладено іноземними мовами — від польської, чеської, російської та італійської до есперанто, китайської та перської. Сама вона переклала низку книг словенською мовою.
Опубліковані твори:
- Mali konjovodac i druge priče — Загреб, 1951
- Белкан — Загреб, 1951 рік
- Пірго — Загреб, 1953 рік
- Jezero u planini — Загреб, 1956
- Vuk na Voćinskoj cesti — Загреб, 1956
- U vihoru — Загреб, 1958
- Dječak i šuma — Загреб, 1960
- Kurir Dragan i njegovo konjče — Сараєво, 1961
- Neugasivi životi — Загреб, 1961
- Малі борац — Загреб, 1964
- Proljeće, mama i ja — Загреб, 1968
- Баба Ката — Загреб, 1971 рік
- Djedica Pričalo i čarobni vrutak — Загреб, 1977
- Шашаві дані — Загреб, 1978
- Mali konjovodac — Загреб, 1985 рік
- Izabrana djela in Pet stoljeća hrvatske književnost — Загреб, 1991
- Zarobljenik šumske kuće — Загреб, 1999
- Tri lisice i šumski car — Загреб, 2002
- Dječak div i druge bajke — Загреб, 2002

## Нагороди
- За свою літературну діяльність Анжелка Мартич була нагороджена югославським орденом праці із золотим вінком.
- Югославський орден "За хоробрість " за порятунок пораненого товариша.
- У 1973 році вона отримала орден Усмішки — унікальну нагороду від імені дітей Польщі.